# 新奥尔洛夫斯克
新奥尔洛夫斯克（羅馬化：Novoorlovsk）是俄罗斯外贝加尔边疆区阿加布里亚特区的市级镇，属阿金斯科耶区，位于该区东部，在区行政中心阿金斯科耶东偏南、边疆区首府赤塔东南方。
该地2021年人口有2,747人；2010年人口3,110；2002年人口2,859；1989年人口5,298。